# Jerzy Złotnicki
Jerzy Złotnicki (ur. 6 lipca 1934 w Warszawie, zm. 6 października 2021 tamże) – polski aktor filmowy, teatralny i dubbingowy.

## Życiorys
W filmie zadebiutował w 1948 roku rolą Dawidka Liebermanna w Ulicy Granicznej. 22 października 1949 roku wystąpił jako dziecko żydowskie w Niemcach na scenie Starego Teatru w Krakowie. W 1956 roku ukończył studia na Wydziale Aktorskim Państwowej Wyższej Szkoły Teatralnej im. Ludwika Solskiego w Krakowie.
Na scenie teatralnej zadebiutował 8 grudnia 1956 roku. Grał na scenach: Teatru Ziemi Pomorskiej w Bydgoszczy (1956–1961), Teatru Dramatycznego im. Juliusza Słowackiego w Koszalinie (1961–1962), Teatru 7.15 w Łodzi (1963–1964), Teatru im. Leona Kruczkowskiego w Zielonej Górze (1965–1966), Teatru im. Juliusza Osterwy w Gorzowie Wielkopolskim (1966) i Teatru Na Targówku (1974–1986). Występował także w Kabarecie „Wagabunda” oraz Teatrze Polskiego Radia.
Nakładem wydawnictwa Veriton ukazał się na winylu album Jola i inne piosenki z utworami w wykonaniu Jerzego Złotnickiego i zespołu instrumentalnego pod batutą M. Święcickiego (utwory: Ty będziesz Ewą; A ja lubię grać na tubie; Jola; Ewentualnie).
Zmarł w Warszawie. Został pochowany w kwaterze aktorów na cmentarzu parafialnym w Skolimowie.

## Filmografia
- 1948: Ulica Graniczna jako Dawidek Liebermann[2]
- 1964: Panienka z okienka[2]
- 1970: Doktor Ewa jako ojciec kolonisty[2]
- 1980: Wysokie loty jako dyrektor Matusiak[2]
- 1980: Dom jako ksiądz udzielający ślubu Basi i Andrzejowi odc. 5 dyrektor działu w FSO odc. 6, 7, 11
- 1980: Zamach stanu jako Władysław Kiernik[2]
- 1981: 07 zgłoś się jako mężczyzna pijący w lokalu z Dworczykiem w odc. 9 – Ławrecki w odc. 14[2]
- 1984: Miłość z listy przebojów jako Rysio, kierowca Ujmy[2]
- 1985: Sprawa hrabiego Rottera[2]
- 1986: Czas nadziei jako Franczuk[2]
- 1991: Szuler (Cheat) jako doktor[2]
- 1997: Klan jako antykwariusz Nowicki, pracownik[2]
- 2004, 2006, 2008: M jak miłość jako Henryk Ziober[2]

## Polski dubbing
- W filmach i serialach z Królikiem Bugsem (m.in. Zwariowane melodie) – Rocky
- 1960–1966: Flintstonowie
- 1970–1972: Josie i Kociaki
- 1976–1978: Scooby Doo
- 1981: Królik Bugs: Rycerski rycerz Bugs – Rocky
- 1984–1985: Wesoła siódemka
- 1985–1991: Gumisie (stara i nowa wersja dubbingu) – Tuxford
- 1987: Starcom: kosmiczne siły zbrojne Stanów Zjednoczonych
- 1989: Babar zwycięzca
- 1990–1993: Szczenięce lata Toma i Jerry’ego
- 1990–1994: Przygody Animków
- 1992–1994: Mała Syrenka
- 1996: Dzwonnik z Notre Dame
- 1996-2003: Laboratorium Dextera
- 1997–2001: Byle do przerwy
- 2003: O rety! Psoty Dudusia Wesołka
- 2004: Mickey: Bardziej bajkowe święta – Sknerus McKwacz
- 2005: Lassie
- 2005: Porażki Króla Artura – Merlin
- 2007: Kacze opowieści (nowa wersja dubbingu) – Sknerus McKwacz
- 2011: Latający mnich i tajemnica Da Vinci

## Ordery i odznaczenia
- Srebrny Krzyż Zasługi (1986)
- Medal 40-lecia Polski Ludowej (1986)